# Покушевски, Алексей
Алексе́й Покуше́вски (серб. Алексеј Покушевски; род. 26 декабря 2001 года в Белграде, Сербия, Югославия) — сербский профессиональный баскетболист, выступающий за команду «Партизан». Играет на позициях тяжёлого форварда и центрового. На драфте НБА 2020 года он был выбран под семнадцатым номером командой «Миннесота Тимбервулвз» и обменян в «Оклахома-Сити Тандер». Перед попаданием в НБА играл в Европе за греческий «Олимпиакос».

## Ранние годы
Покушевски рос в Нови-Саде, где он играл за юношеские баскетбольные команды Кадета, Нови-Сад Старз и Воеводины. В 2015 году Покушевски присоединился к юношеской команде греческого Олимпиакоса. В 2017 году он принял участие в лагере Jordan Brand Classic. В августе 2018 года Покушевски принял участие в европейском лагере «Баскетбол без границ», проводившемся в Белграде. В феврале 2019 года Покушевски был приглашён в глобальный лагерь «Баскетбол без границ», но пропустил по причине отказа в американской визе.

## Профессиональная карьера

### Олимпиакос (2019—2020)
19 марта 2019 году Покушевски дебютировал в Евролиге за «Олимпиакос» в победе над мюнхенской «Баварией» со счётом 89—69 и набрал 1 очко, 2 подбора и 1 передачу за 1 минуту. Он стал самым молодым игроком Олимпиакоса, игравшим в Евролиге, в возрасте 17 лет и 83 дней.
На сезон 2019/20 Покушевски был отправлен в резервную команду Олимпиакоса — «Олимпиакос Б», за которую играл в греческой лиге A2, но пропустил почти 3 месяца из-за травмы колена.  Покушевски начинал 8 из 11 матчей в стартовом составе в A2 и набирал в среднем 10,8 очков, 7,9 подборов, 3,1 передач, 1,3 перехвата и 1,8 блока за 23,1 минуты за игру. В середине сезона из-за большого количества травмированных игроков Покушевски возвращают в основную команду. Он сыграл 2 минуты в единственном матче в Евролиге перед тем, как сезон был приостановлен из-за пандемии COVID-19.
24 апреля 2020 года Покушевски выставил свою кандидатуру на драфт НБА 2020 года. Контракт Покушевски с Олимпиакосом был рассчитан до конца сезона 2023/24. Стоимость выкупа его контракта для команды НБА составляла 1 млн. евро, если Покушевски будет выбран в топ-20 драфта, и 1,5 млн евро, если он будет выбран в топ-14 драфта. 24 ноября 2020 года Покушевски покинул Олимпиакос.

### Оклахома-Сити Тандер (2020—2024)
Покушевски был выбран под 17-м номером на драфте НБА 2020 года командой «Миннесота Тимбервулвз». 20 ноября 2020 года был обменян в «Оклахома-Сити Тандер» по итогам трёхсторонней сделки. 9 декабря 2020 года подписал с Оклахома-Сити контракт новичка, рассчитанный на 4 года. 26 декабря 2020 года дебютировал в НБА, выйдя со скамейки запасных, и набрал 0 очков, 4 подбора, 1 перехват и 1 блок-шот за 11 минут в победе над «Шарлотт Хорнетс» со счётом 109—107. 29 декабря 2020 года Покушевски набрал свои первые 2 очка в НБА вместе с 6 подборами, 3 передачами и 2 блок-шотами за 20 минут в поражении от «Орландо Мэджик» со счётом 107—118.
3 апреля 2022 года в возрасте 20 лет и 3 месяцев сделал первый трипл-дабл в НБА: 17 очков, 10 подборов и 12 передач в игре против «Финикс Санз» (117-96). Только 11 баскетболистов делали трипл-дабл в более юном возрасте.

## Карьера в сборной
В 2018 году Покушевски был частью сборной Сербии U17 на чемпионате мира U17, проходившем в Аргентине. По итогам 7 сыгранных матчей он набирал в среднем 7,7 очков, 8,3 подборов, 1,6 передач и 3,0 блока за игру.
В 2019 году Покушевски был частью сборной Сербии U18 на чемпионате Европы U18, проходившем в Греции. По итогам 7 сыгранных матчей он набирал в среднем 10,0 очков, 7,2 подборов, 3,7 передач, 2,7 перехватов и 4,0 блока за игру.

## Достижения
- Чемпион лиги АБА 2024/2025
- Чемпион Сербской лиги 2024/2025

## Личная жизнь
Семья Покушевски жила в Приштине, но из-за Косовской войны в 1999 году сбежала в Подгорицу. Позже они переехали в Белград, где в 2001 году родился Алексей Покушевски. После этого Покушевски и его семья переехали в Нови-Сад.
Покушевски переехал в Грецию в 2015 году в возрасте 13 лет после подписания контракта с юношеской командой Олимпиакоса. Он считался местным игроком, потому что начал выступать в Греции до 14 лет. Это давало ему право выступать за сборную Греции, но он решил представлять Сербию.
Отец Алексея — Саша Покушевски — бывший профессиональный баскетболист и тренер. Его отец играл за клуб «Приштина» и тренировал БК «Нови-Сад».

## Статистика

### Статистика в НБА
| Сезон                                                                                    | Команда       | Регулярный сезон | Регулярный сезон | Регулярный сезон | Регулярный сезон | Регулярный сезон | Регулярный сезон | Регулярный сезон | Регулярный сезон | Регулярный сезон | Регулярный сезон | Регулярный сезон | Серия плей-офф | Серия плей-офф | Серия плей-офф | Серия плей-офф | Серия плей-офф | Серия плей-офф | Серия плей-офф | Серия плей-офф | Серия плей-офф | Серия плей-офф | Серия плей-офф |
| Сезон                                                                                    | Команда       | GP               | GS               | MPG              | FG%              | 3P%              | FT%              | RPG              | APG              | SPG              | BPG              | PPG              | GP             | GS             | MPG            | FG%            | 3P%            | FT%            | RPG            | APG            | SPG            | BPG            | PPG            |
| ---------------------------------------------------------------------------------------- | ------------- | ---------------- | ---------------- | ---------------- | ---------------- | ---------------- | ---------------- | ---------------- | ---------------- | ---------------- | ---------------- | ---------------- | -------------- | -------------- | -------------- | -------------- | -------------- | -------------- | -------------- | -------------- | -------------- | -------------- | -------------- |
| 2020/21                                                                                  | Оклахома-Сити | 45               | 28               | 24,2             | 34,1             | 28,0             | 73,8             | 4,7              | 2,2              | 0,4              | 0,9              | 8,2              | Не участвовал  | Не участвовал  | Не участвовал  | Не участвовал  | Не участвовал  | Не участвовал  | Не участвовал  | Не участвовал  | Не участвовал  | Не участвовал  | Не участвовал  |
| 2021/22                                                                                  | Оклахома-Сити | 61               | 12               | 20,2             | 40,8             | 28,9             | 70,0             | 5,2              | 2,1              | 0,6              | 0,6              | 7,6              | Не участвовал  | Не участвовал  | Не участвовал  | Не участвовал  | Не участвовал  | Не участвовал  | Не участвовал  | Не участвовал  | Не участвовал  | Не участвовал  | Не участвовал  |
| 2022/23                                                                                  | Оклахома-Сити | 34               | 25               | 20,6             | 43,4             | 36,5             | 62,9             | 4,7              | 1,9              | 0,6              | 1,3              | 8,1              | Не участвовал  | Не участвовал  | Не участвовал  | Не участвовал  | Не участвовал  | Не участвовал  | Не участвовал  | Не участвовал  | Не участвовал  | Не участвовал  | Не участвовал  |
| 2023/24                                                                                  | Оклахома-Сити | 10               | 0                | 6,1              | 25,0             | 18,2             | 50,0             | 1,0              | 0,5              | 0,1              | 0,1              | 1,2              | Не участвовал  | Не участвовал  | Не участвовал  | Не участвовал  | Не участвовал  | Не участвовал  | Не участвовал  | Не участвовал  | Не участвовал  | Не участвовал  | Не участвовал  |
| 2023/24                                                                                  | Шарлотт       | 18               | 0                | 19,2             | 42,9             | 36,4             | 75,7             | 4,4              | 1,7              | 0,8              | 0,7              | 7,4              | Не участвовал  | Не участвовал  | Не участвовал  | Не участвовал  | Не участвовал  | Не участвовал  | Не участвовал  | Не участвовал  | Не участвовал  | Не участвовал  | Не участвовал  |
|                                                                                          | Всего         | 168              | 65               | 20,4             | 39,1             | 30,4             | 70,2             | 4,6              | 1,9              | 0,6              | 0,8              | 7,5              | Не участвовал  | Не участвовал  | Не участвовал  | Не участвовал  | Не участвовал  | Не участвовал  | Не участвовал  | Не участвовал  | Не участвовал  | Не участвовал  | Не участвовал  |
| Наведите курсор мыши на аббревиатуры в заголовке таблицы, чтобы прочесть их расшифровку. |               |                  |                  |                  |                  |                  |                  |                  |                  |                  |                  |                  |                |                |                |                |                |                |                |                |                |                |                |

### Статистика в Джи-Лиге
| Сезон                                                                                    | Команда           | Регулярный сезон | Регулярный сезон | Регулярный сезон | Регулярный сезон | Регулярный сезон | Регулярный сезон | Регулярный сезон | Регулярный сезон | Регулярный сезон | Регулярный сезон | Регулярный сезон | Серия плей-офф | Серия плей-офф | Серия плей-офф | Серия плей-офф | Серия плей-офф | Серия плей-офф | Серия плей-офф | Серия плей-офф | Серия плей-офф | Серия плей-офф | Серия плей-офф |
| Сезон                                                                                    | Команда           | GP               | GS               | MPG              | FG%              | 3P%              | FT%              | RPG              | APG              | SPG              | BPG              | PPG              | GP             | GS             | MPG            | FG%            | 3P%            | FT%            | RPG            | APG            | SPG            | BPG            | PPG            |
| ---------------------------------------------------------------------------------------- | ----------------- | ---------------- | ---------------- | ---------------- | ---------------- | ---------------- | ---------------- | ---------------- | ---------------- | ---------------- | ---------------- | ---------------- | -------------- | -------------- | -------------- | -------------- | -------------- | -------------- | -------------- | -------------- | -------------- | -------------- | -------------- |
| 2020/21                                                                                  | Оклахома-Сити Блю | 13               | 12               | 25,2             | 31,2             | 27,0             | 57,1             | 7,3              | 4,0              | 0,8              | 1,1              | 7,9              | Не участвовал  | Не участвовал  | Не участвовал  | Не участвовал  | Не участвовал  | Не участвовал  | Не участвовал  | Не участвовал  | Не участвовал  | Не участвовал  | Не участвовал  |
| 2021/22                                                                                  | Оклахома-Сити Блю | 13               | 12               | 25,2             | 37,7             | 23,9             | 71,4             | 6,2              | 2,7              | 1,1              | 0,8              | 8,2              | Не участвовал  | Не участвовал  | Не участвовал  | Не участвовал  | Не участвовал  | Не участвовал  | Не участвовал  | Не участвовал  | Не участвовал  | Не участвовал  | Не участвовал  |
| 2022/23                                                                                  | Оклахома-Сити Блю | 4                | 0                | 20,3             | 34,2             | 15,4             | -                | 9,0              | 6,3              | 1,0              | 2,0              | 7,0              | Не участвовал  | Не участвовал  | Не участвовал  | Не участвовал  | Не участвовал  | Не участвовал  | Не участвовал  | Не участвовал  | Не участвовал  | Не участвовал  | Не участвовал  |
| 2023/24                                                                                  | Гринсборо Сворм   | 3                | 3                | 29,3             | 51,5             | 20,0             | 33,3             | 3,7              | 4,3              | 2,7              | 0,7              | 12,3             | Не участвовал  | Не участвовал  | Не участвовал  | Не участвовал  | Не участвовал  | Не участвовал  | Не участвовал  | Не участвовал  | Не участвовал  | Не участвовал  | Не участвовал  |
|                                                                                          | Всего             | 33               | 27               | 25,0             | 36,1             | 24,2             | 58,8             | 6,8              | 3,8              | 1,1              | 1,0              | 8,3              | Не участвовал  | Не участвовал  | Не участвовал  | Не участвовал  | Не участвовал  | Не участвовал  | Не участвовал  | Не участвовал  | Не участвовал  | Не участвовал  | Не участвовал  |
| Наведите курсор мыши на аббревиатуры в заголовке таблицы, чтобы прочесть их расшифровку. |                   |                  |                  |                  |                  |                  |                  |                  |                  |                  |                  |                  |                |                |                |                |                |                |                |                |                |                |                |

### Статистика в других лигах
| Сезон | Команда         | Лига                | GP | GS | MPG  | FG%  | 3P%  | FT%  | RPG | APG | SPG | BPG | PFL | TOV | PPG  |
| --- | --------------- | ------------------- | -- | -- | ---- | ---- | ---- | ---- | --- | --- | --- | --- | --- | --- | ---- |
| 2017/18 | Олимпиакос Ю-18 | Турнир в Мюнхене    | 3  | 3  | 23,0 | 39,4 | 27,3 | 50,0 | 4,7 | 2,3 | 2,0 | 1,0 | 2,7 | 2,3 | 10,0 |
| 2018/19 | Все клубы       | Все лиги            | 6  | 4  | 18,5 | 42,3 | 50,0 | 71,4 | 5,0 | 1,8 | 1,7 | 2,3 | 1,5 | 1,8 | 10,7 |
| 2018/19 | Олимпиакос Ю-18 | Турнир в Белграде   | 4  | 4  | 26,3 | 44,9 | 52,6 | 75,0 | 7,0 | 2,5 | 2,3 | 3,5 | 2,0 | 2,5 | 15,8 |
| 2018/19 | Олимпиакос      | Евролига            | 2  | 0  | 3,0  | 0,0  | 0,0  | 50,0 | 1,0 | 0,5 | 0,5 | 0,0 | 0,5 | 0,5 | 0,5  |
| 2019/20 | Все клубы       | Все лиги            | 12 | 8  | 21,3 | 40,0 | 32,1 | 78,3 | 7,3 | 2,8 | 1,2 | 1,7 | 1,4 | 1,8 | 9,9  |
| 2019/20 | Олимпиакос Б    | Чемирноат Греции A2 | 11 | 8  | 23,1 | 40,4 | 32,1 | 78,3 | 7,9 | 3,1 | 1,3 | 1,8 | 1,5 | 1,8 | 10,8 |
| 2019/20 | Олимпиакос      | Евролига            | 1  | 0  | 1,8  | 0,0  | -    | -    | 0,0 | 0,0 | 0,0 | 0,0 | 1,0 | 1,0 | 0,0  |
| Всего | Всего           | Всего               | 21 | 15 | 20,8 | 40,5 | 35,7 | 74,4 | 6,2 | 2,5 | 1,4 | 1,8 | 1,6 | 1,9 | 10,1 |
| В Евролиге | В Евролиге      | В Евролиге          | 3  | 0  | 2,6  | 0,0  | 0,0  | 50,0 | 0,7 | 0,3 | 0,3 | 0,0 | 0,7 | 0,7 | 0,3  |
| Наведите курсор мыши на аббревиатуры в заголовке таблицы, чтобы прочесть их расшифровку Статистика приведена с сайта basketball.realgm.com |                 |                     |    |    |      |      |      |      |     |     |     |     |     |     |      |